# Cláudio Lísias
Cláudio Lísias ou apenas Lísias é uma pessoa mencionada nos Atos dos Apóstolos do Novo Testamento da Bíblia. Segundo Atos 21, 22, 23 e 24, Lísias era um tribuno e comandante (quiliarca) da guarnição romana de Jerusalém (coorte em Atos 21:31). Segundo seu próprio relato em Atos 22:28, Lísias comprou sua cidadania romana, o que indica que era provavelmente um grego.

## Tribuno
Lísias é chamado de "o tribuno" (em grego: χιλίαρχος; romaniz.: chiliarchos/chiliarches/cheiliarchos; "chefe de mil" - quiliarca) dezesseis vezes entre os capítulos 21 e 24 dos atos. O termo grego quiliarca geralmente se utilizava para traduzir os termos romanos para tribuno militar (conforme Políbio) e também para a frase, "poder dos tribunos militares consulares" (tribuni militares consulari potestate) - segundo Plutarco. A responsabilidade de um quiliarca era "comandar mil homens". Assim, Lísias pode ser descrito como um "oficial de alta patente encarregado de uma tropa com entre 600 e 1 000 homens" e parece de fato ter sido este o caso, pois o trecho bíblico afirma que ele comandava uma "coorte" (em grego: σπεῖρα), que é "uma décima parte de uma legião romana, com cerca de 600 homens".

## Tribuno da coorte de Jerusalém
A descrição completa da função de Lísias no Novo Testamento é "tribuno da coorte" em Jerusalém, morando na "cidadela" próxima (Atos 21:34, 37; Atos 22:24; Atos 23:10, 16, 32). São necessárias dez coortes para formar uma legião e cada legião tem seis tribunos, cada um comandando mil homens se as coortes estiverem repletas; consequentemente, Lísias era parte de uma força militar maior. É certo que o número exato de soldados em sua coorte jamais seja sabido, porém ele foi capaz de abrir mão de dois centuriões, duzentos soldados, setenta cavaleiros e duzentos lanceiros para que escoltassem Paulo até Cesareia. Além disso, quando a escolta chegou em Antipartis, Lísias permite que os cavaleiros sigam com ele e Paulo até Cesareia, a capital do governador Félix (Atos 23).
A "cidadela" mencionada nos Atos em conexão com Lísias e sua coorte são referências à Fortaleza Antônia, que Herodes, o Grande, reconstruiu a partir de estruturas mais antigas e batizou em homenagem a Marco Antônio. A Antônia foi construída na face noroeste da estrutura do Templo. Por isto, o tribuno romano conseguiu ouvir a comoção causada pelo tumulto provocado pela presença de Paulo no Templo e respondeu rapidamente.

## Lísias e Paulo
Cláudio Lísias aparece pela primeira vez na narrativa dos Atos dos Apóstolos quando protege Paulo de Tarso de uma multidão hostil de judeus do lado de fora do Templo de Jerusalém. O texto não afirma explicitamente o motivo pelo qual o tribuno prende Paulo, mas revela que ele perguntou-lhe o que havia feito. Assume-se que ele foi preso para investigação, como fica claro mais adiante durante o interrogatório de Paulo na "cidadela" e que ele foi considerado a causa do tumulto entre os judeus (Atos 21 e 22).
O tribuno conhece os movimentos judaicos em conflito em Jerusalém, pois, quando Paulo, falando em grego, pede permissão para falar para a multidão, o tribuno parece chocado por ouvi-lo falar em grego. Assim, ele concluiu que um grego controverso falando hebreu só poderia ser um revolucionário judeu. Pelo texto, aparentemente Lísias suspeita que ele seria "o egípcio" que "sublevou e conduziu ao deserto os quatro mil sicários [σικαρίων]". Este indivíduo esteve ativo por volta de 53 d.C. e esta revolução levou estes quatro mil homens a se aglomerarem no Monte das Oliveiras, fora de Jerusalém, enquanto esperavam que as muralhas da cidade ruiriam ao comando de seu líder. Os romanos atacaram o bando, o egípcio perdeu 600 homens, fugiu para o deserto e desapareceu esperando "novas revelações". Evidentemente, o "egípcio" ainda estava foragido, procurado pelo exército romano e o tribuno estava verificando se Paulo era ele.
Paulo conseguiu então convencer Lísias de que não era um agitador e confirmou que era oriundo de Tarso, na província da Cilícia. Não era uma "cidade obscura", uma frase que significa ou que sua origem poderia ser autenticada ou que Paulo não era o obscuro egípcio. Seja como for, o ponto de Paulo é claro: ele não era o tal egípcio. O tribuno aceita o caso de Paulo e concede-lhe a oportunidade de falar aos judeus que estavam nas escadarias do Templo perto da Fortaleza Antônia. O resultado não foi bom e Lísias resolve prender Paulo na "cidadela" para "examiná-lo" depois mandar açoitá-lo (Atos 22). 
Ao saber do plano para matar Paulo, Lísias prepara uma grande escolta para levá-lo a Cesareia. Cumprindo com a lei romana, ele também envia uma descrição do caso ao procurador romano Antônio Félix. O formato da carta é consistente com o formato encontrado geralmente no mundo greco-romano da época. A carta, preservada integralmente em Atos 23:26–30 e descrita como um "interessante espécime de uma correspondência militar romana", porém, não era completamente verdadeira. Apesar de reconhecer a inocência de Paulo, Lísias deixa a impressão de ter resgatado Paulo por ter descoberto que ele era um cidadão romano quando, na verdade, ele havia violado os direitos de Paulo ao prendê-lo e açoitá-lo. Sobre como o autor dos Atos (presumivelmente Lucas) 